# Wilhelm Engelmann

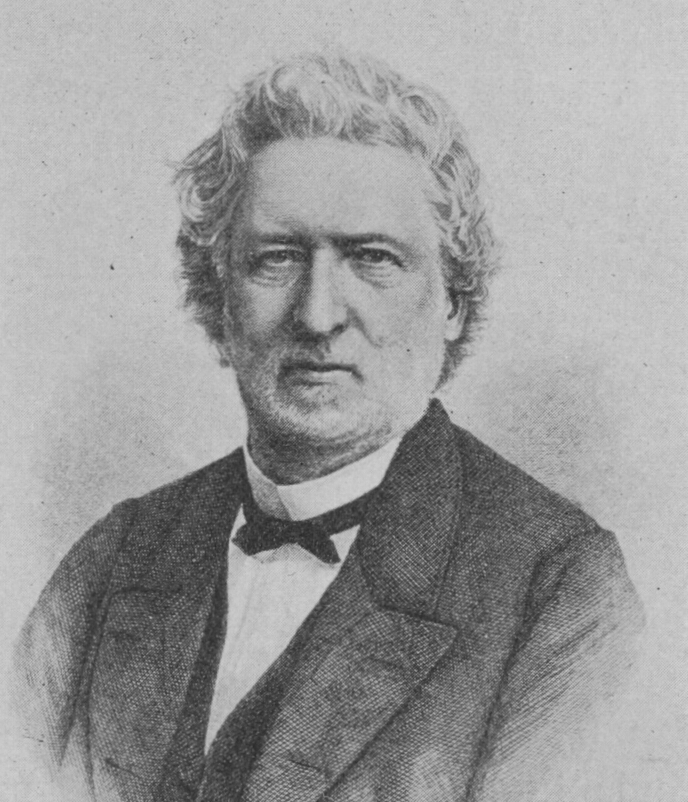
Wilhelm Engelmann

Wilhelm Engelmann (* 1. August 1808 in Lemgo; † 23. Dezember 1878 in Leipzig) war ein deutscher Verleger und Buchhändler.

## Leben
Engelmann war der Sohn eines Buchhändlers zu Lemgo, der später nach Leipzig übersiedelte. Dort besuchte Wilhelm Engelmann die Thomasschule und plante eine akademische Laufbahn. Durch den frühen Tod seines Vaters war er jedoch gezwungen, eine frühe Selbstständigkeit anzustreben. Er ging beim Buchhändler Theodor Enslin in die Lehre und erwarb hier auch zahlreiche wertvolle Geschäftskontakte. Nach Abschluss der Lehre arbeitete Engelmann bei Johann Georg Heyse in Bremen, wo er sich auch mit dem Druckereiwesen beschäftigte. Anschließend arbeitete er bei Carl Gerold in Wien und bei Varrentrapp in Frankfurt am Main.
1833 kehrte er nach Leipzig zurück und übernahm das Geschäft seines Vaters. Seine Bekanntschaften in wissenschaftlichen Kreisen bescherten ihm einen raschen Aufschwung, indem er ihre Werke verlegte: Georg Gottfried Gervinus, Georg Weber, Edmund Heusinger von Waldegg, Otto Bütschli und Albert von Kölliker prägten seine Schwerpunkte Medizin, Geschichte und Philologie. Eine wichtige Reihe war die Bibliotheca scriptorum classicorum, eine Bibliografie der Klassischen Philologie von 1700 bis zu seinem Tode 1878, die sich an die Bibliotheca graeca, Bibliotheca latina und Bibliotheca latina mediae et infimae aetatis von Johann Albert Fabricius anschließt.
Engelmann erhielt die Ehrendoktorwürde der Universität Jena. Nach seinem Tod ging das Geschäft in die Hände seiner Witwe Christiane Therese Engelmann, geborene Hasse (1820–1907), und seines ältesten Sohnes Rudolf Engelmann (1841–1888). Ein weiterer Sohn Engelmanns war der Physiologe, Biologe und Zoologe Theodor Wilhelm Engelmann (1843–1909).
Wilhelm Engelmann wurde zunächst auf dem Alten Johannisfriedhof beerdigt und 1888 in das Engelmannsche Erbbegräbnis in der IX. Abteilung des Neuen Johannisfriedhofs überführt.